# Movilización cafetera en Colombia de 2013
La movilización cafetera en Colombia de 2013 fue un cese de actividades del sector económico cafetero de Colombia, llevado a cabo con la realización de diferentes movilizaciones en municipios de dicho país, y en su defecto, el bloqueo de vías, y  disturbios entre campesinos y el ESMAD. El paro comenzó el día 25 de febrero de 2013, y el 2 de marzo —a pesar de lograrse acuerdos entre el gobierno y los representantes de los caficultores— el cese continuó., finalmente el 8 del mismo mes, las partes lograron un acuerdo, por medio del cual se reconocerán mejoras al ejercicio de la caficultura, y por tanto, el cese del paro.
Las protestas de los caficultores se dan tras considerar éstos, que el Gobierno nacional no les ha ayudado a afrontar la Crisis económica de hoy en día; la caficultura —emblemática en Colombia— no es un negocio rentable pues la producción ha caído considerablemente, aseguran los labriegos.
Por su parte, la Federación Nacional de Cafeteros "FEDECAFÉ" —máximo órgano promotor de la producción de Café— a la cabeza de su gerente, Luis Genaro Muñoz, y el Comité Nacional de Café, manifestaron recio rechazo al paro, argumentando su no simpatía para con las vías de hecho, y sugirieron la participación de organizaciones armadas ilegales, en los desmanes que se presentaron. El Presidente del país, y sus ministros, —aparte de suscribir lo dicho por FEDECAFÉ y el Comité— fueron más allá, y tildaron el cese de injustificado, e instó a los campesinos a "defender al institucionalidad del grano".

Este paro no se justifica, si algo le ha ayudado al país es la institucionalidad cafetera, los productores del grano deberían defender eso. Como ya lo habíamos anunciado este paro tiene ingredientes políticos.
Juan Manuel Santos, Presidente de Colombia

El cese de actividades, terminó el día 8 de marzo, tras un acuerdo entre las partes.